# كريم بنشريفة
كريم بنشريفة (15 فبراير 1968، الرباط) هو لاعب كرة قدم مغربي سابق ومدرب حاليا.
مارس كرة القدم لاعبا في الفترة مابين (1984-1993)، ومدربا لأندية وطنية مختلفة مابين (1993-2000)، وله عدة تكوينات في معاهد بالمغرب وأوروبا وآسيا.

## مسيرته
انطلق بنشريفة إلى عالم التدريب بالمغرب، بعد مسار أكاديمي توج بتخرجه من معهد مولاي رشيد للرياضات بسلا، حيث عين كأول مدرب للمنتخب المغربي للسيدات وفاز معه بالبطولة العربية بالقاهرة ثم أهله لنهائيات كأس إفريقيا للأمم.
لم تستمر هذه التجربة طويلا رغم النتائج الجيدة التي حققها على رأس الإدارة التقنية للمنتخب النسوي، فقرر خوض تجربة التدريب خارج المغرب، ليحط الرحال بمالطا.
سنة 2000، تولى تدريب فريق «فلوريانا» الذي فاز معه بالكأس المحلية، لينتقل سنتين بعد ذلك إلى الولايات المتحدة الأمريكية ليعمل مدربا جهويا للمنطقة الجنوبية الغربية التي تضم 14 ولاية. غير أنه سرعان ما حول وجهته نحو القارة الآسيوية لتدريب منتخب بروناي.
ثم انتقل إلى سنغافورة لتدريب «تانجونغ باغار» أكبر نادٍ هناك، ثم غريمه «ولينغتون» الذي بلغ معه المباراة النهائية للكأس المحلية.
عام 2006 استقر بنشريفة بشبه القارة الهندية، فكانت البداية مع نادي «تشرشل» الذي أنهى أول موسم معه وصيفا للبطل ثم تُوج بعد ذلك بلقب «كأس دوران»، وهي من أقدم المسابقات الكروية في العالم.
وساهمت هذه النجاحات في تهافت العديد من الأندية على كسب ود الإطار المغربي، الذي تعاقد عام 2008 مع فريق «موهان باغان»، أحد أعرق الأندية والأكثر شعبية في شبه القارة، وتوج معه ب «كأس الفيدراليات» في ديسمبر من السنة نفسها، وتأهل لنهائيات كأس الكؤوس الآسيوية.
يُتقن بنشريفة الحديث بخمس لغات، إلى جانب حصوله على دبلوم التدريب من الدرجة الثالثة بالمغرب، وشهادة التدريب (الإجازة أ) من الاتحاد الآسيوي لكرة القدم، وشهادات معتمدة كأفضل مدرب في مالطا (2001) وسنغافورة (2004 و2005) والهند (2007 و2008)، كما أنه اعتُمِد «مراقبا لدى الاتحاد الدولي لكرة القدم» (الفيفا).
سنة 2010، انتدبته قناة «سي إن إن» الهندية ضمن طاقمها الفني لتحليل مباريات نهائيات كأس العالم في جنوب إفريقيا.